# Серебряное (озеро, Кунашир)
Серебряное — озеро в Южно-Курильском районе Сахалинской области России, располагается на острове Кунашир. Площадь поверхности — 0,82 км², по другим данным — 0,8 км². Площадь водосборного бассейна — 24,4 км². Размеры озера — 2,5 на 0,8 км, по другим данным — 2 на 0,7. Средняя глубина 1,2-1,3 м, максимальная достигает 2 м, по другим данным — 1 и 1,7 м соответственно. На дне — слой ила толщиной до 40 см, местами имеются гравийные участки дна.
Находится в 2 км северо-западнее Южно-Курильска в средней части острова. Имеет просадочное происхождение. Сформировалось в ходе повышения уровня моря на границе плестоцена и голоцена, в среднем голоцене существовало как лагуна, в позднем — обособилось. Окружено пихтово-берёзовыми лесами. На южном берегу озера — урочища Дауная 1-я и Серебряное. В западной части озера — два небольших острова. Летом озеро зарастает водной растительностью. Температура воды в июле-августе — до 18-20 °C.
С запада впадает ручей Малый, с севера — ручей Треугольный. Из восточной оконечности вытекает река Серебрянка длиной около 4 км, впадающая в бухту Южно-Курильскую.
В Серебряном встречается занесённый в Красную книгу сахалинский таймень. Нерестятся горбуша и кета, в том числе кета озёрного экотипа. Обитают бычки Gymnogobius castaneus или Gymnogobius breunigii, Gymnogobius urotaenia, китайская колюшка, малоротая корюшка, мальма, дальневосточная красноперка, дальневосточная ручьевая минога. В окрестностях озера обитают дальневосточная квакша, дальневосточная лягушка. Гнездятся обыкновенный гоголь и японский сорокопут.
Произрастают полушник азиатский, рдесты маньчжурский и длиннейший, ежеголовник Sparganium × engleranum. Леса, окружающие озеро, состоят из пихты сахалинской, ели аянской, сосны стланиковой, тиса остроконечного, дуба курчавенького, клёнов Майра и укурунду, ольхи японской и пушистой, душекии Максимовича, берёзы Эрмана, магнолии снизу-белой, актинидии коломикта, сазы курильской. Травы представлены злаковыми, пушицами, ситником, щавелем, горцом, ирисами, лилиями, сабельником болотным.
На берегу озера — стоянка и поселения, относящиеся к периоду дзёмон и охотской культуре.

## Данные водного реестра
По данным государственного водного реестра России относится к Амурскому бассейновому округу, речной бассейн — бассейны рек острова Сахалин, водохозяйственный участок — Курильские острова.
Код объекта в государственном водном реестре — 20050000311118300002658.